# Anjalazala
Anjalazala è una città e comune del Madagascar situata nel distretto di Antsohihy, regione di Sofia. 
La popolazione del comune rilevata nel censimento 2001 era pari a 4 253 unità.